# Antifelos

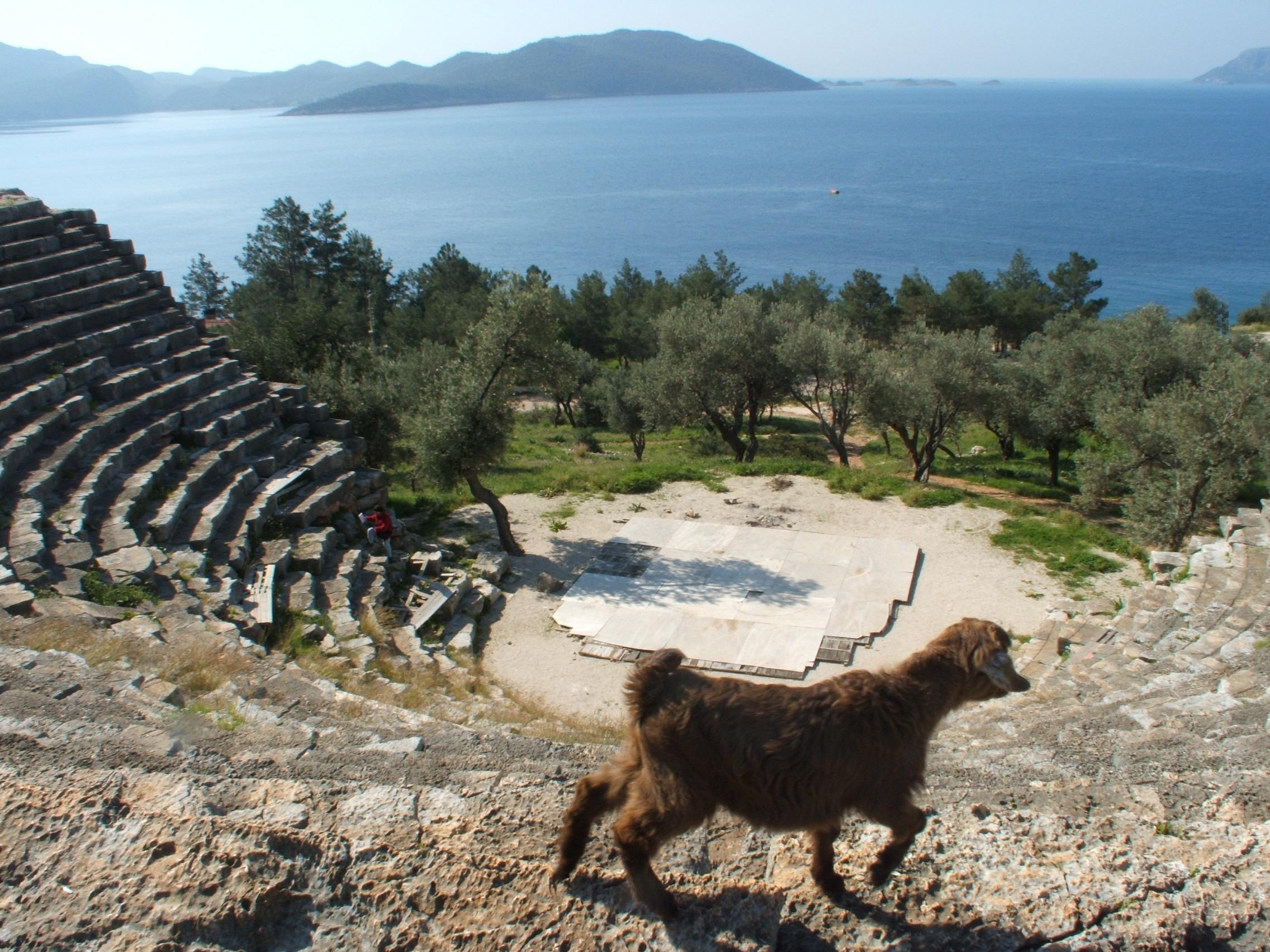
El teatre antic d'Antifelos que mira cap a la mar

Antifelos (en grec antic: Ἀντίφελλος) fou una ciutat que actuava com a port de Felos a Lícia. És al centre d'una badia de la costa sud d'aquesta zona. Francis Beaufort, el descobridor d'aquest antic emplaçament, donà el nom contemporani de Vathí a la badia al centre de la qual es troba Antifelos.
Plini el Vell diu que el seu nom antic, és a dir, anterior a l'arribada dels grecs, era Habessus; aquest autor destaca la qualitat de les seues esponges. Estrabó (14.3.7) situa correctament Antifelos al continent.
De l'assentament lici quedaren tombes al vessant del turó, entre les quals hi ha un sarcòfag sobre una base elevada amb una llarga inscripció en «lici B», que hui se sol identificar com mili, un dialecte del lici. Hi ha inscripcions del segle iv aC en lici. El lloc rep el nom d'Antifelos per primera volta en inscripcions gregues del mateix segle. Una inscripció copiada per Charles Fellows el 1840 conté l'etnònim ΑΝΤΙΦΕΛΛΕΙΤΟΥ. El petit teatre hel·lenístic que mira sobre la mar s'ha conservat complet, tret del prosceni.
Com Felos perdé importància durant el període hel·lenístic, Antifelos cresqué fins a ser la ciutat més gran de la zona. Les monedes d'Antifelos de l'època imperial romana duen la llegenda ΑΝΤΙΦΕΛΛΕΙΤΩΝ.
El lloc és hui dia el municipi de Kas, Turquia. Abans de l'intercanvi de poblacions entre Grècia i Turquia de 1922-23 es deia Andifili i al segle xviii Andifelos.
Antifelos, abandonat el 1828 i repoblat en les dècades següents, es feu conegut a mitjan s. XIX per a científics i viatgers. Fellows el 1841 en publicà dibuixos de restes de sarcòfags i portes de tombes, i hi ha un plànol d'Antifelos en el llibre de Thomas Spratt Travels in Lycia, Milyas, and the Cibyratis de 1847.

## Diòcesi
La diòcesi d'Antifelos fou sufragània de la seu episcopal de Mira, la capital de la província romana de Lícia. El seu bisbe Teodor participà en el concili de Calcedònia al 451. També assistí al sínode provincial que hi hagué referit a l'assassinat de Proteri d'Alexandria.